# Terror Rojo (España)
El término Terror Rojo hace referencia a los actos de violencia y vandalismo, política y culturalmente motivados, que formaron parte de la represión en la zona republicana durante la guerra civil española. Implicó el asesinato de decenas de miles de personas. Los autores de dichos actos fueron grupos de izquierda política que, si bien estaban situados al margen de las políticas directas de defensa del Gobierno de la Segunda República, habían sido amparados por éste al haber recibido armamento como medio de defender el Estado ante la sublevación militar (véase las actuaciones de la República durante la Guerra).
Fue el fruto de la polarización política que caracterizó el periodo previo a la Guerra Civil. En el lado republicano, una de las formas en las que el extremismo se manifestó fue en odio hacia la Iglesia católica y agresiones contra sus miembros.

## Historia del término
El término «Terror Rojo» se empleó por primera vez para definir las últimas seis semanas del período conocido como El Terror durante la Revolución francesa, que finalizaron con la ejecución de Maximilien Robespierre. En contraposición, se llamó Terror Blanco al período represivo inmediatamente posterior, en el que las anteriores víctimas se transformaron en verdugos.
Tras la revolución rusa de 1917, se llamó «Terror Rojo» a un período de tiempo entre 1918 y 1922 durante el cual los bolcheviques efectuaron una campaña de arrestos y ejecuciones masivas. Antes de la Guerra Civil el término «Terror Rojo» se empleaba exclusivamente en referencia a dicho período. Tras iniciarse la guerra, las fuentes de propaganda del bando nacional reacuñaron el término para referirse a los incidentes de asesinatos organizados por el bando republicano, hablando de un «nuevo Terror Rojo». Los sublevados emplearon la represión republicana como justificación a posteriori de la necesidad de un levantamiento armado para detener «los evidentes desmanes de la horda roja».

## Las víctimas
Incluyen alrededor de 6832 miembros del clero católico e institutos religiosos (13 obispos, 4184 sacerdotes seculares, 2365 monjes y frailes y 283 monjas), miembros de la nobleza española, propietarios industriales, laicos y políticos conservadores. Algunas estimaciones del Terror Rojo oscilan entre 38 000 y 72 344 víctimas mortales. Paul Preston y Hugh Thomas calcularon la cifra entre 50 000 y 55000. El historiador español Julián Casanova dijo que el número de muertos fue inferior a 60.000. Stanley G. Payne sugirió: "Es posible que nunca se sepa con exactitud el precio que cobraron los respectivos terrores. La izquierda masacró más en los primeros meses, pero la represión nacionalista probablemente alcanzó su punto álgido solo después de que terminara la guerra, cuando se impuso el castigo y la venganza en la izquierda vencida. 
El Terror Blanco pudo haber matado a cincuenta mil, quizá menos, durante la guerra. El gobierno de Franco ahora da los nombres de sesenta y una mil víctimas del Terror Rojo, pero esto no ha sido sujeto a una verificación objetiva. El número de víctimas de la represión nacionalista, durante y después de la guerra, fue sin duda mayor que eso”. El periodista e historiador César Vidal llega a un total nacional de 110.965; 11.705 personas asesinadas solo en Madrid. La Iglesia Católica beatificó a 498 sacerdotes víctimas de la Guerra Civil en una ceremonia de 2007, el mayor número de beatificaciones en su historia. Familiares de religiosos republicanos asesinados por los nacionalistas han solicitado un reconocimiento similar, criticando el trato desigual.

### Mortalidad en el clero
Las estimaciones del número de religiosos muertos varían enormemente. Una de ellas es que de los treinta mil sacerdotes y monjes en España en 1936, el 13 % de los sacerdotes seculares y el 23 % de los monjes fueron asesinados, lo que equivale a un total aproximado de 6800 religiosos. Unas 283 religiosas fueron asesinadas, algunas de ellas gravemente torturadas. trece obispos fueron asesinados, los pertenecientes a las diócesis de Sigüenza Lérida, Cuenca, Barbastro, Segorbe, Jaén, Ciudad Real, Almería, Guadix, Barcelona, Teruel y el auxiliar de Tarragona. Conscientes de los peligros, todos decidieron quedarse en sus ciudades: «No puedo irme, mi responsabilidad está aquí, pase lo que pase», dijo Cruz Laplana y Laguna. Además 4.172 sacerdotes diocesanos, 2.364 monjes y frailes, entre ellos 259 claretianos, 226 Orden Franciscana, 204 Escolapios, 176 Hermanos de María, 165 Hermanos Cristianos (también llamados los Hermanos De La Salle), 155 Agustinos, 132 Dominicanos y 114 jesuitas fueron asesinados. En algunas diócesis, los números de sacerdotes seculares asesinados fueron:
- En la matanza de religiosos de Barbastro, 123 de 140 sacerdotes fueron asesinados,[21] alrededor del 88 %.

- En Lérida, 270 de 410,[21] alrededor del 66 %.

- En Tortosa, el 44 %.[8]

- En Toledo, 286 de 600.[21]

- En las diócesis de Málaga, Menorca y Segorbe, aproximadamente la mitad.[8][21]

En 2001, la Iglesia Católica beatificó a cientos de mártires de la guerra civil española. y beatificó a 498 más el 28 de octubre de 2007.
En octubre de 2008, el periódico La Razón  publicó un artículo sobre el número de asesinatos de miembros del clero católico y religiosos.
- 1932: Se expulsó a 3000 jesuitas. Los edificios de las iglesias fueron quemados con impunidad en 7 ciudades.[cita requerida]

- 1934: 33 sacerdotes fueron asesinados en la Revolución de Asturias.

- 1936: un día antes del 18 de julio, día del inicio de la guerra, fueron asesinados 17 clérigos.

- Del 18 de julio al 1 de agosto: 861 clérigos fueron asesinados en 2 semanas.

- Agosto de 1936: 2077 clérigos fueron asesinados, más de 70 al día, 10 de ellos obispos.

### Asesinatos concretos reportados
- El párroco de Navalmoral fue sometido a una parodia de la crucifixión de Cristo. Al final de su sufrimiento, los milicianos debatieron si realmente crucificarlo o simplemente dispararle. Terminaron con un tiroteo.[25]

- El Obispo de Jaén Manuel Basulto y Jiménez y su hermana fueron asesinados frente a dos mil espectadores festejando por un verdugo especial, una mujer apodada La Pecosa.[26]

- De manera poco común se informó que algunas monjas fueron violadas por milicianos antes de que les dispararan.[25] Sin embargo, según Antony Beevor, la acusación nacionalista de 1946 por las atrocidades de los republicanos no contenía evidencia de tal incidente.[27]

- El cura de Ciempozuelos fue arrojado a un corral con toros de lidia donde fue corneado hasta quedar inconsciente. Posteriormente le cortaron una oreja para imitar la hazaña de un matador después de una corrida exitosa.[28]

- En Ciudad Real, un sacerdote fue castrado y sus órganos sexuales metidos en la boca.[28]

- Hay relatos de personas relacionadas con la Iglesia Católica que fueron obligadas a tragar cuentas de rosario, arrojadas por pozos de minas y de sacerdotes obligados a cavar sus propias tumbas antes de ser enterrados vivos.[29]

- Testigo ocular de algunas de las persecuciones, Cristina de Arteaga, que pronto se convertiría en monja, comentó que "atacaron a los salesianos, personas totalmente comprometidas con los pobres. Se rumoreaba que las monjas entregaban dulces envenenados a los niños. A algunas monjas les agarraron del pelo en la calle. A una le arrancaron el pelo... ".[30]

- El obispo de Almería fue asesinado mientras trabajaba en una historia de Toledo. Su archivo de índice de tarjetas fue destruido.[26]

- En Madrid, una monja fue asesinada porque rechazó una propuesta de matrimonio de un miliciano que ayudó a asaltar su convento.[25]

## Daños materiales
Los actos de vandalismo perpetrados incluyeron saqueo, profanación y destrucción de objetos y quema de edificios religiosos. Los ataques no se limitaron a las iglesias católicas de la zona republicana, ya que las sinagogas también fueron saqueadas y cerradas. Algunas pequeñas iglesias protestantes se salvaron.
En mayo de 1931 se quemaron 100 edificios de iglesias mientras los bomberos se negaban a apagar las llamas[cita requerida].
En la noche del 19 de julio de 1936, se quemaron 50 iglesias. En Barcelona, de las 58 iglesias, solo la catedral se salvó, y eventos similares ocurrieron en otras partes de la España republicana.

## Contexto
Las elecciones de 1931 que establecieron la Segunda República y la Constitución española de 1931 llevaron al poder un gobierno anticlerical. La relación entre la nueva República secular y la Iglesia Católica fue tensa desde el principio. Los que buscaban liderar a los 'fieles ordinarios' habían insistido en que los católicos tenían una sola opción política, en ese momento, la Confederación Española de Derechas Autónomas (CEDA): "Votar por la CEDA se presentó como un simple deber; los buenos católicos iban a Misa el domingo y apoyaban, generalmente, la derecha política".
La constitución respetaba las libertades civiles y la representación, pero en los artículos 26 y 27 imponía restricciones al uso de la propiedad por parte de la iglesia y prohibía a las órdenes religiosas participar en la educación, tanto pública como privada. También daba un amplio margen para la Brutal Violencia contra los miembros De la Iglesia y los "Enemigos de la República" Incluso los defensores de la separación iglesia-estado vieron la constitución como hostil; uno de esos defensores, José Ortega y Gasset, afirmó que "el artículo en el que la Constitución legisla las acciones de la Iglesia me parece sumamente impropio". En 1933, el Papa Pío XI condenó la privación gubernamental española de las libertades civiles de los católicos en la encíclica  Dilectissima Nobis .
Dado que la izquierda consideraba totalmente inaceptable la reforma de los aspectos anticlericales de la constitución, el historiador Stanley G. Payne creía que "la República como régimen falsamente constitucional y "democrático" estaba condenada desde el principio", y se ha postulado que tal Separación Iglesia-Estado fue una causa sustancial del colapso de la democracia y el inicio de guerra civil. Un comentarista jurídico ha declarado claramente que "el error más grave de la Constitución de 1931, fue su actitud altamente hostil hacia la Iglesia Católica".
La historiadora Mary Vincent, en su estudio de la Iglesia en Provincia de Salamanca en la década de 1930, cree que la legislación republicana, al afectar las vidas devocionales de los católicos comunes, "facilitó enormemente la tarea de sus oponentes". [cita requerida]
El historiador Julio de la Cueva ha escrito sobre la persecución de la Iglesia en este periodo, las actitudes de religiosos e historiadores al respecto y el anticlericalismo "radical y antidemocrático" de la República.
Después de las controvertidas elecciones generales del 16 de febrero de 1936, la amargura política creció en España. Violencia entre el gobierno y sus partidarios, el  Frente Popular, cuya dirección se estaba moviendo claramente hacia la izquierda radical (abandonando el republicanismo constitucional por la revolución de izquierda), y la oposición, y toda la falta de libertades y represión y asesinatos de los miembros de la Iglesia, católicos y opositores del Régimen, se aceleró, culminando en el golpe de Estado de los generales de derecha en julio. A medida que avanzaba el año, la persecución nacionalista y republicana creció, y los republicanos comenzaron a atacar iglesias, ocupar tierras para su redistribución y atacar a políticos nacionalistas.
El Gobierno de la República fue testigo de insurrecciones anarquistas y socialistas, las cuales asesinaron a los que percibían como sus enemigos políticos e ideológicos. El mero hecho de estar afiliado con la Iglesia o alguna organización católica era suficiente para que una persona fuera ejecutada sin previo juicio. Esta violencia anticlerical por parte de los grupos radicales de izquierda no fue opuesta por el Gobierno de la República[cita requerida].

## Las elecciones de 1933 y sus consecuencias
Antes de la Guerra Civil, en las elecciones de 1933 a las Cortes Generales, la CEDA obtuvo una pluralidad de escaños, pero el presidente Niceto Alcalá-Zamora se negó a invitar al líder de la CEDA a formar gobierno. En cambio, invitó al Partido Republicano Radical y a su líder, Alejandro Lerroux, a hacerlo. La CEDA apoyó al gobierno de Lerroux y le hizo otorgar tres cargos ministeriales. La hostilidad entre la izquierda y la derecha aumentó después de la formación del gobierno. España experimentó huelgas generales y conflictos callejeros. Entre las huelgas se destacó la huelga de los mineros asturianos de 1934 y los disturbios en Madrid. Casi todas las rebeliones fueron aplastadas por el gobierno a lo que siguieron arrestos políticos, y asesinatos.[cita requerida]
La alianza de Lerroux con la derecha, su dura represión de la revuelta en 1934 y el escándalo de Estraperlo se combinaron para dejarlo a él y a su partido con poco apoyo antes de las elecciones de 1936. (El propio Lerroux perdió su escaño en el parlamento).

## Revolución de Asturias
Algunas fuentes han argumentado que el concepto mismo de «Terror Rojo» debe considerarse como iniciado durante la sofocada revolución de Asturias de 1934, que ocasionó la muerte de 37 miembros del clero y la quema de 58 iglesias. Sin embargo, los brotes de violencia ocasionados por el anticlericalismo venían ocurriendo de forma habitual desde el siglo XIX, es decir, mucho antes del primer uso moderno del término como referencia a violencia política originada por un partido revolucionario. Estos brotes se daban cada vez que se producía una disminución en el control del gobierno por efecto de una revuelta o incidente social similar; incluso la proclamación misma de la Segunda República vino acompañada de la quema de unas 20 iglesias, sin víctimas mortales.
Otros autores relacionan directamente varias de las muertes de este periodo con una clara intervención política a favor de las fuerzas de derecha por parte de miembros del clero ejecutados por los revolucionarios. Del mismo modo, se citan también casos de miembros del clero (especialmente monjas) tratados de forma decorosa y respetuosa, relatados por los mismos religiosos.
El asesinato de 37 sacerdotes, hermanos y seminaristas por izquierdistas en Asturias marca lo que algunos ven como el comienzo del Terror Rojo. En octubre de 1934, el  Revolución de Asturias de 1934 fue fuertemente anticlerical e implicó violencia contra sacerdotes y religiosos y la destrucción de 58 iglesias, lo que había sido raro hasta entonces. Turón, uno de los lugares de la violencia anticlerical, un pueblo minero de carbón en la provincia de Asturias, fue un centro de agitación antigubernamental y anticlerical. Los Hermanos de La Salle, que tenían una escuela allí, enojaron a los izquierdistas que dirigían Turón, por su ejercicio de religión y su desacato a la prohibición constitucional de instrucción religiosa. El 5 de octubre de 1934, los agentes del gobierno rebelde local invadieron la residencia de la orden con el pretexto de que tenían armas ocultas. Un sacerdote pasionista, el padre Inocencio, ahora Inocencio de la Inmaculada Concepción, que había llegado la noche del 4 de octubre, estaba a punto de decir la misa por los hermanos. Él y los hermanos fueron detenidos sin juicio y fusilados sumariamente en medio de la noche en el cementerio.

Zonas sublevada y republicana en agosto y septiembre de 1936; la zona republicana fue el ámbito de actuación de la represión calificada por el bando sublevado como «Terror Rojo».

## Victoria del Frente Popular de 1936 y sus consecuencias
En las elecciones de 1936, una nueva coalición de socialistas (Partido Socialista Obrero Español, PSOE), liberales (Izquierda Republicana y el Partido de la Unión Republicana), comunistas y varios. Los partidos de derechas, en concreto la CEDA, ganaron las elecciones. Pero por el amaño de la contabilidad y las actas de recuento  numerosos distritos y localidades fueron sumados al Frente Popular, en vez del votado CEDA. Los resultados dieron el 34 por ciento del voto popular al Frente Popular y el 33 por ciento al gobierno de turno de la CEDA. Este resultado, junto con la negativa de los socialistas a participar en el nuevo gobierno, provocó un temor generalizado a la revolución. El miedo se agravó cuando Largo Caballero, aclamado como "el Lenin español" por "Pravda", anunció que el país estaba en la cúspide de la revolución. Este último Gobierno, fortificó, alentó y apoyó los más oscuros episodios de la República Española, y de la Historia de España.

## Matanzas de Paracuellos
Las llamadas matanzas de Paracuellos fueron una serie de episodios de asesinatos masivos organizados en la retaguardia, por las tropas del Gobierno de la República, conocidos como milicianos, y parte del Ejército Popular de la República, durante la batalla de Madrid, en el transcurso de la guerra civil española, que llevaron a la muerte a un mínimo de La matanza de un mínimo de 4.500 personas, incluidos 276 menores de edad, (hasta un número indeterminado),según el principal historiador sobre las matanzas de paracuellos de 1936, José Manuel Ezpeleta Las víctimas de este genocidio eran los considerados opuestos al bando republicano, entre ellos, políticos, miembros de la Iglesia Católica, y ciudadanos católicos y sospechosos, así como militares que se opusieron a luchar a favor de la República. Los hechos se desarrollaron en dos lugares cercanos a la ciudad de Madrid: los parajes del arroyo de San José, en Paracuellos de Jarama, y en el soto de Aldovea, en el término municipal de Torrejón de Ardoz.

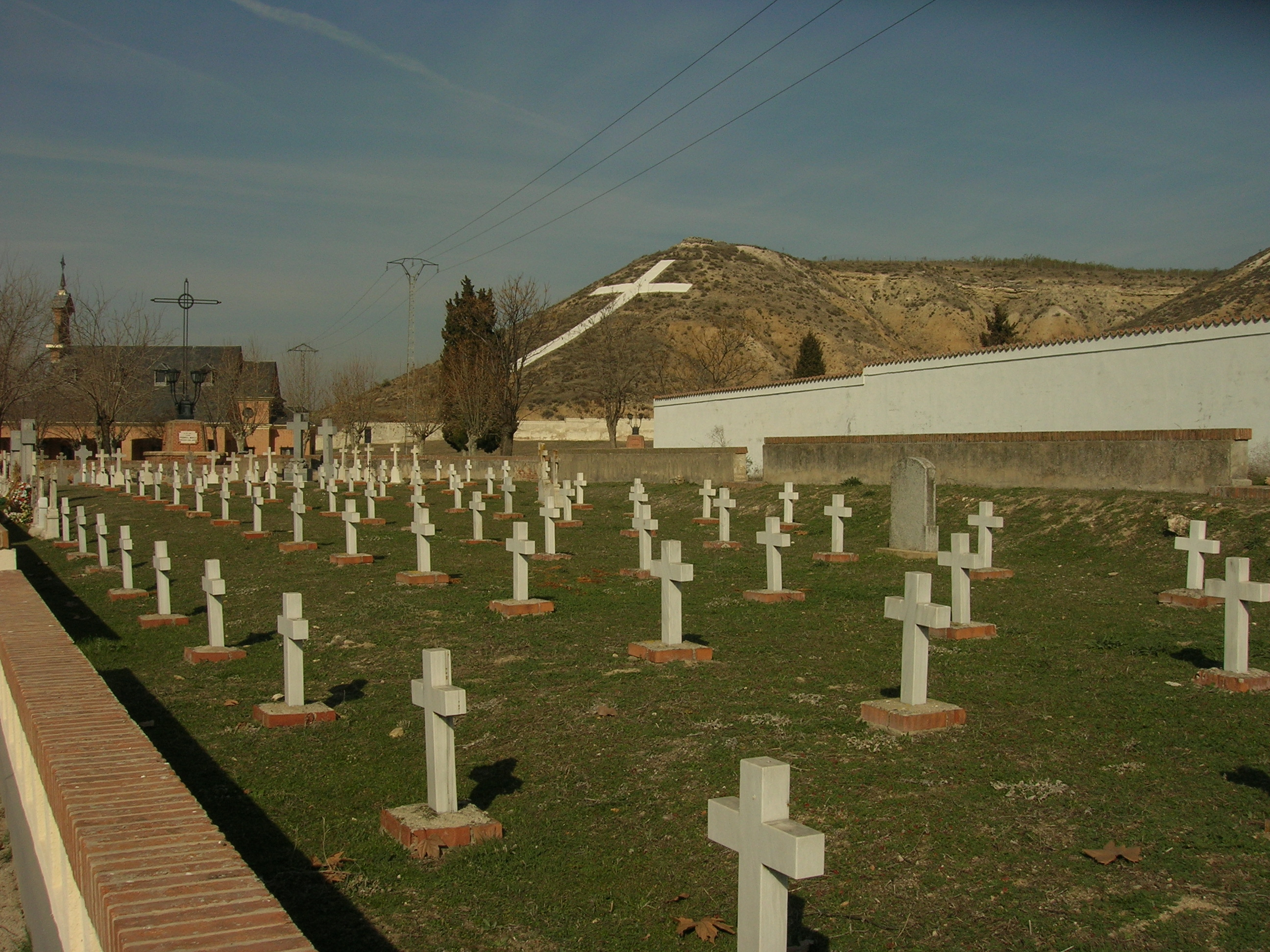
Hileras de tumbas en el cementerio de las víctimas de la Masacre de Paracuellos

Las ejecuciones se realizaron aprovechando los traslados de presos de diversas cárceles madrileñas, conocidos popularmente como sacas, llevados a cabo entre el 7 de noviembre y el 4 de diciembre de 1936, mientras se enfrentaban las tropas gubernamentales y sublevadas.
Jarama, y a un caz o canal de irrigación fuera de uso, en la vega del río del Henares, donde miles de prisioneros fueron asesinados. Entre ellos se encontraban militares que habían participado en la sublevación o que no se habían incorporado a la defensa de la República.
Los presos extraídos de las prisiones lo fueron con listas elaboradas y notificaciones de traslado o libertad con membrete de la Dirección General de Seguridad y, en ocasiones, firmadas por Segundo Serrano Poncela, el delegado de Orden Público de la Consejería de Orden Público de la Junta de Defensa de Madrid. La Presidencia de la Junta de Defensa la ocupaba el general José Miaja Menant, y la Consejería de Orden Público estaba encabezada por Santiago Carrillo Solares. Posteriormente, como se ha dicho, los presos que figuraban en las 23 sacas citadas fueron fusilados de manera sumaria por milicias pertenecientes a las organizaciones obreras. 
Antes del 7 de noviembre ya habían tenido lugar algunas sacas, especialmente durante el mes de octubre, fruto del cambio de manos del control de las prisiones, que pasó de las de los funcionarios de prisiones a las de las milicias a raíz del asalto a la cárcel Modelo, que tuvo lugar el 22 de agosto de 1936, si bien el número de asesinados fue mucho menor y carecieron del carácter sistemático y organizado que tuvieron las de noviembre y diciembre.
Paul Preston, «las sacas y las ejecuciones, conocidas bajo el nombre genérico de “Paracuellos”, constituyeron la mayor atrocidad cometida en territorio republicano durante la guerra civil española, y su horror puede explicarse, aunque no justificarse, por las aterradoras condiciones de la capital sitiada».
La Responsabilidad de los hechos, aún, hoy es inconcluyente, por el hecho de que el Gobierno de la República destruyó las pruebas de la masacre, para evitar daños colaterales, después de la Toma de Madrid. Las teorías más acertadas, por las evidencias históricas, y según un alto número de historiadores, que el responsable y promotor de las Masacres, fue Santiago Carrillo,Secretario General del PCE , secretario general de las Juventudes Socialistas Unificadas, (una organización que contaba con 30 000 militantes en julio de 1936) Y Consejero de Orden Público,  y responsable del nombramiento de Segundo Serrano Poncela como delegado de Orden Público, responsable a su vez del Consejo de la Dirección General de Seguridad, al que se le atribuye, también, la responsabilidad de las matanzas. También en el Anexo 4, relativo a Las checas, Carrillo es definido como presidente, junto con Serrano Poncela del Consejo, el cual procedió a las extracciones de presos, los cuales fueron asesinados por las Milicias de Vigilancia de la Retaguardia. Carrillo participó en numerosas reuniones secretas, en el que Carrillo actuaba como enlace entre el Gobierno de La república y miembros del ejército de la URSS. Diversos personajes destacables de la Historia y Literaturas como César Vidal, Pío Moa, Rafael Casas de la Vega[cita requerida], o Stanley G. Payne han secundado la misma conclusión. También hay historiadores alejados de las corrientes representadas por estos últimos, como Guillermo Cabanellas se han mostrado de acuerdo, siguiendo el testimonio de Jesús de Galíndez

## Estallido temprano de violencia
Tras el estallido de la guerra civil a gran escala, hubo una explosión de atrocidades tanto en la zona nacionalista como en la republicana.
El mayor derramamiento de sangre anticlerical ocurrió al comienzo de la guerra civil cuando grandes áreas del país cayeron bajo el control de milicias y leales locales. Una gran parte del terror consistió en una aparente venganza contra los jefes y el clero, ya que perdieron su posición de poder en la revolución social, y el movimiento hacia el extremismo que tuvo lugar en los primeros meses de la guerra civil. Según el historiador Antony Beevor, "En territorio republicano, lo peor de la violencia fue principalmente una reacción repentina y rápidamente gastada de miedo reprimido, exacerbado por deseos de venganza por el pasado", en contraste con "la incesante purga de 'rojos y ateos' en territorio nacionalista". Tras el golpe, los días restantes de julio fueron 861 sacerdotes y religiosos asesinados, 95 de ellos el 25 de julio, fiesta de Santiago, patrón de España. Agosto vio otras 2.077 víctimas clericales. Después de solo dos meses de guerra civil, 3.400 sacerdotes, monjes y monjas habían sido asesinados. El mismo día de la muerte de Buenaventura Durruti 52 presos fueron ejecutados por milicianos anarquistas como represalia. .
Según una investigación reciente, algunos de los escuadrones de la muerte republicanos estaban compuestos por miembros de la policía secreta de la Unión Soviética, la NKVD. Según el autor Donald Rayfield, "Stalin, Yezhov y Beria desconfiaban de los participantes soviéticos en la guerra española. Asesores militares como Vladimir Antonov-Ovseenko o periodistas como Koltsov estaban expuestos a la infección de las "herejías", especialmente las de Trotsky, prevalecientes entre los partidarios de la República. Los agentes de la NKVD enviados a España estaban más interesados en secuestrar y asesinar a antiestalinistas entre los líderes republicanos y los comandantes de la Brigada Internacional que en la lucha contra Francisco Franco. La derrota de la República, a los ojos de Stalin, no fue causada por los esfuerzos de distracción de la NKVD, sino por la traición de los herejes ". El miembro más famoso del asesinato de los Leales escuadrones era Erich Mielke, futuro jefe de la Stasi de Alemania Oriental.
Según Payne, "durante los primeros meses de la lucha, la mayoría de las muertes no se produjeron en combates en el campo de batalla, sino en ejecuciones políticas en la retaguardia: los terrores "rojos" y "blancos". El terror consistió en acciones semi-organizadas perpetradas por casi todos los grupos de izquierda, siendo una excepción los nacionalistas vascos, mayoritariamente católicos pero aún mayoritariamente alineados con los republicanos". Payne también sostiene que, a diferencia de la represión de la derecha, que "se concentró contra la oposición más peligrosa elementos, "los ataques republicanos fueron más irracionales," asesinando a personas inocentes y dejando en libertad a algunos de los más peligrosos. Además, uno de los principales objetivos del terror rojo era el clero, la mayoría de los cuales no estaban comprometidos en una oposición abierta". Al describir específicamente el Terror Rojo, Payne afirma que "comenzó con el asesinato de algunos de los rebeldes cuando intentaron rendirse después de que su revuelta había fracasado en varias de las ciudades clave. A partir de ahí se amplió a arrestos masivos, y a veces ejecuciones masivas, de terratenientes e industriales, personas asociadas con grupos de derecha o a la Iglesia Católica".
El Terror Rojo "no fue una incontenible efusión de odio del hombre de la calle hacia sus 'opresores', sino una actividad semi-organizada llevada a cabo por secciones de casi todos los grupos de izquierda". Por el contrario, historiadores como Helen Graham, Paul Preston, Antony Beevor, Gabriel Jackson, Hugh Thomas e Ian Gibson han declarado que las ejecuciones masivas detrás de las líneas nacionalistas fueron organizadas y aprobadas por las autoridades nacionalistas, y las ejecuciones detrás de las líneas republicanas fueron el resultado del colapso del Estado republicano y la anarquía. Así lo coincide Francisco Partaloa, Fiscal del Tribunal Superior de Justicia de Madrid "(Tribunal Supremo de Madrid)" y amigo de Queipo de Llano, que observó la represión en ambas zonas.

Julius Ruiz sostiene que los asesinatos republicanos estaban parcialmente arraigados en la cultura política de la izquierda:
Estos antifascistas actuaron bajo el supuesto de que el terror era parte integral del esfuerzo de guerra antifascista. El miedo a una "quinta columna" deshumanizada y homicida tenía sus raíces en la cultura política excluyente de la izquierda. Tras la proclamación de la Segunda República el 14 de abril de 1931, los socialistas y republicanos burgueses de centroizquierda fusionaron la nueva democracia con la heterogénea coalición política que la creó tras la salida del rey Alonso XIII: el futuro de la República dependía de la exclusión permanente de la derecha del poder. La victoria de la centro-derecha en las elecciones de noviembre de 1933, la fallida insurrección liderada por los socialistas de octubre de 1934 y su posterior represión promovieron un discurso antifascista común basado en la dicotomía del ``pueblo virtuoso y productivo (es decir, el izquierda) y un enemigo 'fascista' inhumano parasitario (es decir, la derecha). Si bien la estrecha victoria electoral del Frente Popular en febrero de 1936 se interpretó como el triunfo definitivo del "pueblo" antifascista, la lucha contra los enemigos de derecha de la República debía continuar. 
Sin embargo, Ruiz también señala que la idea de un enemigo homicida y deshumanizado en el interior se reforzó aún más con las noticias de las atrocidades nacionalistas; convenció a los republicanos de la necesidad de una victoria total. Cuando el ejército de Mola apareció en las montañas al norte de Madrid, aumentó la sensación de urgencia dentro de la ciudad de la necesidad de lidiar con supuestas quintas columnas, a las que se había culpado de anteriores derrotas republicanas. Los bombardeos nacionalistas poco frecuentes también crearon más temor, ya que los republicanos se convencieron de que los fascistas dentro de la sociedad estaban dirigiendo aviones rebeldes hacia sus objetivos. En realidad, durante el terror de 1936 no había una quinta columna en su lugar, ya que los simpatizantes nacionalistas dentro de la ciudad estaban convencidos de que los ejércitos del norte de Mola y los del sur de Franco, liderados por oficiales profesionales, aplastarían fácilmente a la milicia que defendía la ciudad, negando cualquier necesidad de arriesgada actividad subversiva. Sólo después del fracaso de la arremetida de Franco en el invierno de 1936-1937, cuando quedó claro que la guerra duraría más y el frente se había estabilizado, surgió una quinta columna, aunque nunca tan poderosa o extensa como la que los republicanos temían; se centró en gran medida en la asistencia mutua, el espionaje y socavar la moral republicana, evitando actividades terroristas como atentados con bombas y asesinatos. Si bien los quintos columnistas contribuyeron al esfuerzo bélico nacionalista, la caída de Madrid no se debió a la subversión interna sino a la derrota en la batalla. El más grande y eficiente de estos grupos tenía alrededor de 6000 miembros y era una red de bienestar de mujeres falangista conocida como Hermandad Auxilio Azul María Paz .
Ya el 11 de mayo de 1931, cuando la violencia de las masas contra los enemigos percibidos de la República había provocado el incendio de iglesias, conventos y escuelas religiosas, la Iglesia a veces había sido vista como aliada de la derecha autoritaria. La académica Mary Vincent ha escrito: “No había duda de que la Iglesia se alinearía con los rebeldes contra la República. Los sacerdotes jesuitas de la ciudad de Salamanca fueron de los primeros voluntarios en presentarse ante las autoridades militares.... La tragedia de la Segunda República fue que instigó a su propia destrucción; la tragedia de la Iglesia fue que se alió tan estrechamente con sus autodenominados defensores". Durante la guerra, los nacionalistas afirmaron que 20.000 sacerdotes habían sido asesinados; la cifra se sitúa ahora en 4.184 sacerdotes, 2.365 miembros de otros institutos religiosos y 283 religiosas, la gran mayoría durante el verano de 1936.
Payne ha llamado al terror la "persecución más extensa y violenta del Catolicismo en la Historia Occidental, de alguna manera incluso más intensa que en la Revolución francesa", conduciendo a los católicos, que se quedaron con pocas alternativas, a los nacionalistas incluso más de lo que se hubiera esperado que lo hicieran.

## La Guerra Civil
Los crímenes etiquetados de inmediato por el bando sublevado como Terror Rojo, al igual que los originalmente ocurridos durante la revolución bolchevique, eran cometidos por grupos de revolucionarios contra aquellos a los que percibían como sus enemigos de clase. En España, eso incluía tanto a empresarios, industriales, terratenientes y políticos de la derecha como a miembros y bienes de la iglesia católica, a quien tradicionalmente las fuerzas de izquierda había visto siempre como alineada junto a las clases capitalistas y reaccionarias, y actuando como un factor necesario para la represión psicológica del obrero. En su libro, el Delegado de Propaganda Antonio Bahamonde Sánchez de Castro sitúa la cifra de víctimas en alrededor de 85.000.
Los saqueos y quema de monasterios e iglesias y el asesinato de miembros del clero católico se convirtieron en una característica percibida en las fuerzas leales al Gobierno de la República y opuestas al golpe de Estado, gracias a las crónicas sensacionalistas de los corresponsales extranjeros destacados en el país. A pesar de que el total de incidentes fuera enormemente exagerado en la época, de que no fuera ordenada por el gobierno sino ejecutada por grupos incontrolados, y de que su cantidad fuera proporcionalmente inferior al de otros incidentes, La persecución al clero fue un punto central en el apoyo incondicional de la iglesia al bando sublevado, que llevaría posteriormente al nacionalcatolicismo. El Terror Rojo pasó así de tener un significado originalmente de violencia política encuadrada en una supuesta lucha de clases, a ser sinónimo de intolerancia y persecución religiosa.

## Repercusión

### Lado republicano
Las actitudes hacia el "terror rojo" variaron en el lado republicano. El presidente Manuel Azaña comentó durante un consejo de ministros: "Ni todos los conventos de Madrid valen la vida de un republicano". Según otras versiones, la frase fue "Todos los conventos de Madrid no valen la uña de un republicano".
Julius Ruiz continúa señalando, sin embargo, que "no se citan ... los informes periódicos de  El Socialista  que ensalzan la labor de la brigada Atadell", un grupo de agentes republicanos que participaron en detenciones y frecuentes asesinatos de hasta 800 nacionalistas. “El 27 de septiembre de 1936”, prosigue Ruiz, “un editorial sobre la brigada destacaba que su 'trabajo, más que útil, es necesario. Indispensable'. Asimismo, el diario madrileño "Informaciones" controlado por Prieto publicó numerosos artículos sobre las actividades de la brigada Atadell durante el verano de 1936 ".

### Lado nacionalista
La jerarquía católica creía que la violencia dirigida contra ella era el resultado de un plan, "se planificó un programa de persecución sistemática de la Iglesia hasta el último detalle". José Calvo Sotelo dijo al Parlamento español en abril de 1936 que en las seis semanas transcurridas desde que el gobierno, desde mediados del 15 de febrero al 2 de abril de 1936, estuvo en el poder, se llevaron a cabo unos 199 atentados, 36 de ellos en iglesias. Enumeró 136 incendios y bombardeos, que incluyeron 106 iglesias quemadas y 56 iglesias destruidas. Afirmó que hubo 74 muertos y 345 heridos.
Las actitudes del lado católico hacia el gobierno y la Guerra Civil que siguieron se expresaron en una carta episcopal conjunta del 1 de julio de 1937, dirigida por los obispos españoles a todos los demás obispos católicos. Se dijo que España estaba dividida en dos campos hostiles, un lado expresa antirreligioso y antiespañola, y el otro defiende el respeto por el orden religioso y nacional. La Iglesia tenía una orientación pastoral y no estaba dispuesta a vender su libertad a la política, pero tuvo que ponerse del lado de quienes empezaron defendiendo su libertad y su derecho a existir.
Las actitudes de la gente de la zona nacional se caracterizaron por el miedo, la esperanza y el renacimiento religioso. Las victorias se celebraron con servicios religiosos, se abolieron las leyes anticlericales y se legalizó nuevamente la educación religiosa. Los capellanes católicos fueron reintroducidos en el ejército, únicamente con fines clericales. Las actitudes hacia la Iglesia habían cambiado de la hostilidad a la admiración.

## Consecuencias
Con el anuncio de victoria de los nacionalistas sobre los republicanos en 1939, el Terror Rojo terminó en el país, pero los ataques terroristas individuales continuaron esporádicamente por parte de los comunistas y socialistas que se escondían en las regiones fronterizas francesas, con pocos resultados. [cita requerida] En todo el país, la Iglesia Católica celebró Te Deums para agradecer a Dios por el resultado. Numerosas personalidades de izquierda fueron juzgadas por el Terror Rojo, no todas culpables. La victoria de Franco fue seguida por miles de ejecuciones sumarias (la Asociación para la Recuperación de la Memoria Histórica (ARMH) estima que los restos de 35.000 personas yacen en fosas comunes),  encarcelamientos, y muchos fueron puestos en trabajo forzoso para la construcción de vías férreas, secado de pantanos, excavación de canales (La Corchuela, Canal del Bajo Guadalquivir), construcción del monumento del Valle de los Caídos, etc. El tiroteo en 1940 del expresidente del gobierno catalán Generalidad de Cataluña, Lluís Companys, fue uno de los casos más notables de esta represión temprana.
El nuevo Papa Pío XII envió un mensaje radial de felicitación al gobierno, a los clérigos y al pueblo español el 16 de abril de 1939. Se refirió a la denuncia de su predecesor, Pío XI, quien había descrito los pasados horrores y la necesidad de defender y restaurar los derechos de Dios y la religión. El Papa declaró que las víctimas del terror murieron por Jesucristo. Deseó paz y prosperidad al pueblo español y les pidió que castigaran a los criminales[cita requerida] pero que mostraran indulgencia y generosidad española contra los muchos que estaban del otro lado. Pidió su plena participación en sociedad y los confió a la compasión de la Iglesia en España.